# Hanns-Martin-Schleyer-Halle
L'Hanns-Martin-Schleyer-Halle (o più semplicemente Schleyer-Halle) è un'arena multiuso che si trova nel distretto di Bad Cannstatt a Stoccarda, in Germania. È stata inaugurata il 14 settembre 1983 e prende nome da Hanns-Martin Schleyer, dirigente d'azienda tedesco ed ex ufficiale delle SS rapito e ucciso dalla RAF nel 1977.
L'arena ha una capienza di circa 15.000 persone ed è dotata di una pista ciclabile per il ciclismo su pista lunga 286 metri. In occasione dei lavori di ristrutturazione, portati a termine nel 2006, la struttura è stata ammodernata e ampliata collegandola inoltre, attraverso un atrio, alla vicina Porsche-Arena costruita lo stesso anno.

## Eventi ospitati

### Sport
Tra gli eventi sportivi ospitati dall'Hanns-Martin-Schleyer-Halle figurano i Master di Stoccarda di tennis (fin dal 1985), la finale della Coppa Davis 1989 e alcuni incontri del Porsche Tennis Grand Prix (dal 2006), oltre ad essere stata sede del campionato europeo maschile di pallacanestro 1985, di due edizioni dei campionati del mondo di ciclismo su pista (1991 e 2003), tre edizioni dei campionati mondiali di ginnastica artistica (1989, 2007 e 2019), e del campionato mondiale maschile di pallamano 2007.

### Musica
I Depeche Mode si sono esibiti sette volte all'Hanns-Martin-Schleyer-Halle: la prima volta è stata il 2 novembre 1987 durante il Music for the Masses Tour, poi sono seguiti il World Violation Tour (1990), il Devotional Tour (1993),  il Singles Tour (1998), l'Exciter Tour (2001), Touring the Angel (2006), e Tour of the Universe (2009).
L'11 aprile 2002 si è tenuto il concerto del gruppo pop irlandese Westlife per il loro World of Our Own Tour.
I Red Hot Chili Peppers si sono esibiti il 13 agosto 2003 in occasione del By the Way Tour.
Nel luglio 2009 circa 10.000 persone hanno assistito a un concerto di Elton John.